# Сравнение форматов исполняемых файлов
Это сравнение двоичных форматов исполняемых файлов, которые, будучи однажды загружены соответствующим загрузчиком, могут быть непосредственно выполнены CPU, а не интерпретироваться программным обеспечением. В дополнение к двоичному коду приложения исполняемые файлы могут содержать заголовки и таблицы с информацией о перемещении и адресной привязке, а также различные виды метаданных. Из этих перечисленных форматов самые используемые — PE (на Microsoft Windows), ELF (на Linux и большинстве других версий Unix), Mach-O (на OS X и iOS) и MZ (на DOS).
| Название формата | Операционная система | Расширение имени файла | Явное указание процессора       | Произвольные разделы                | Метаданные                               | Цифровая подпись | Таблица строк | Таблица символов | 64 бита    | Многоархитектурные | Может содержать значок |
| ---------------- | --- | ---------------------- | ------------------------------- | ----------------------------------- | ---------------------------------------- | ---------------- | ------------- | ---------------- | ---------- | ------------------ | ---------------------- |
| OS/360           | Системы мейнфреймов OS/360 и VS/9 | Нет                    | Нет                             | Нет                                 | Нет                                      | Нет              | Нет           | Да               | Да         | Нет                | Нет                    |
| a.out            | UNIX-подобная | Нет                    | Нет                             | Нет                                 | Нет                                      | Нет              | Да            | Да               | Расширение | Нет                | Нет                    |
| COFF             | UNIX-подобная | Нет                    | Да для файла                    | Да                                  | Нет                                      | Нет              | Да            | Да               | Расширение | Нет                | Нет                    |
| ECOFF            | Ultrix, Tru64 UNIX, IRIX | Нет                    | Да для файла                    | Да                                  | Нет                                      | Нет              | Да            | Да               | Да         | Нет                | Нет                    |
| XCOFF            | IBM AIX, BeOS, Mac OS | Нет                    | Да для файла                    | Да                                  | Нет                                      | Нет              | Да            | Да               | Да         | Нет                | Нет                    |
| ELF              | UNIX-подобная | Нет                    | Да для файла                    | Да                                  | Да                                       | Да               | Да            | Да               | Да         | Расширение         | Расширение             |
| Mach-O           | NeXTSTEP, OS X, iOS | Нет                    | Да для секции                   | Some (limited to max. 256 sections) | Да                                       | Да               | Да            | Да               | Да         | Да                 | Нет                    |
| SOM              | HP-UX, MPE/ix | Неизвестно             | Неизвестно                      | Неизвестно                          | Нет                                      | Нет              | Неизвестно    | Да               | Нет        | Неизвестно         | Нет                    |
| Amiga Hunk       | AmigaOS | Неизвестно             | Неизвестно                      | Да                                  | Да                                       | Нет              | Нет           | Да               | Нет        | Да                 | Нет                    |
| PEF              | Mac OS | Нет                    | Да для файла                    | Нет                                 | Нет                                      | Нет              | Да            | Да               | Нет        | Нет                | Нет                    |
| CMD              | CP/M-86, MP/M-86, Concurrent CP/M-86, Personal CP/M-86, S5-DOS, Concurrent DOS, Concurrent DOS 286, FlexOS, S5-DOS/ST, S5-DOS/MT, Concurrent DOS 386, Multiuser DOS, System Manager, REAL/32, DOS Plus          | .CMD                   | Нет (только x86)                | Да                                  | Нет                                      | Нет              | Расширение    | Расширение       | Нет        | Нет                | Нет                    |
| FlexOS 186       | FlexOS 186, FlexOS 286, S5-DOS/ST, S5-DOS/MT, 4680 OS, FlexOS 386, 4690 OS | .186                   | Нет (только 186/188 и выше)     | Да                                  | Нет                                      | Нет              | Расширение    | Расширение       | Нет        | Нет                | Нет                    |
| FlexOS 286       | FlexOS 286, S5-DOS/ST, S5-DOS/MT, 4680 OS, FlexOS 386, 4690 OS | .286                   | Нет (только 286 и выше)         | Да                                  | Нет                                      | Нет              | Расширение    | Расширение       | Нет        | Нет                | Нет                    |
| CP/M-68K         | CP/M-68K, Concurrent DOS 68K, FlexOS 68K | .68K                   | Нет (только 68000 и выше)       | Да                                  | Нет                                      | Нет              | Неизвестно    | Неизвестно       | Нет        | Нет                | Нет                    |
| COM (CP/M)       | CP/M, MP/M, Concurrent CP/M, Personal CP/M | .COM                   | Нет (только 8080/Z80)           | Расширение (только BDOS 3 и выше)   | Нет                                      | Нет              | Нет           | Нет              | Нет        | Расширение         | Нет                    |
| COM (DOS)        | DOS, OS/2, Windows (за исключением 64-разрядных версий), Concurrent CP/M-86 (только BDOS 3.1), Concurrent DOS, Concurrent DOS 286, FlexOS, Concurrent DOS 386, Multiuser DOS, System Manager, REAL/32, DOS Plus | .COM                   | Нет (только x86)                | Нет                                 | Расширение (Novell/Caldera VERSION etc.) | Нет              | Нет           | Нет              | Расширение | Расширение         | Нет                    |
| MZ (DOS)         | DOS, OS/2, Windows (за исключением 64-разрядных версий), Concurrent DOS 286, FlexOS, Concurrent DOS 386, Multiuser DOS, System Manager, REAL/32, DOS Plus                                                       | .EXE                   | Нет (только x86)                | Да                                  | Расширение(Novell/Caldera VERSION etc.)  | Нет              | Расширение    | Расширение       | Расширение | Нет                | Нет                    |
| MZ (GEM)         | GEM, ViewMAX | .APP/.ACC              | Нет (x86 only)                  | Да                                  | Нет                                      | Нет              | Неизвестно    | Неизвестно       | Нет        | Нет                | Неизвестно             |
| NE               | European MS-DOS, OS/2, Windows, HX DOS Extender | .EXE                   | Неизвестно                      | Неизвестно                          | Неизвестно                               | Нет              | Неизвестно    | Неизвестно       | Нет        | Нет                | Да                     |
| LE, (W3, W4)     | OS/2 (только 2.0 и выше), Some расширители DOS | .EXE                   | Неизвестно (только 286 и выше)  | Неизвестно                          | Неизвестно                               | Неизвестно       | Нет           | Да               | Нет        | Нет                | Да                     |
| LX               | OS/2 (2.0 and higher only), Some 32-битные расширители DOS | .EXE                   | Неизвестно (только 386 и выше)  | Неизвестно                          | Неизвестно                               | Неизвестно       | Нет           | Да               | Нет        | Нет                | Да                     |
| PE               | Windows, ReactOS, HX DOS Extender, BeOS (только R3 и выше) | .EXE                   | Да для файла                    | Да                                  | Да                                       | Да               | Да            | Да               | Нет        | Нет                | Да                     |
| PE32+            | Windows (только 64-битные) | .EXE                   | Да для файла                    | Да                                  | Да                                       | Да               | Да            | Да               | Да         | Нет                | Да                     |
| PIM/XIP          | PalmDOS (только приложения MINIMAX) | .PIM/.XIP              | Нет (только x86)                | Да                                  | Нет                                      | Нет              | Нет           | Нет              | Нет        | Нет                | Нет                    |
| DL               | MS-DOS приложения System Manager (только HP LX series) | .EXM                   | Нет (только 186/188 и выше)     | Да                                  | Нет                                      | Нет              | Нет           | Нет              | Нет        | Нет                | Нет                    |
| MP               | Phar Lap расширители DOS | .EXP                   | Неизвестно ([только 286 и выше) | Да                                  | Нет                                      | Нет              | Неизвестно    | Неизвестно       | Нет        | Нет                | Нет                    |
| P2               | Phar Lap 16-битные расширители DOS | .EXP                   | Неизвестно (только 286 и выше)  | Да                                  | Нет                                      | Нет              | Неизвестно    | Неизвестно       | Нет        | Нет                | Нет                    |
| P3               | Phar Lap 32-битные расширители DOS | .EXP                   | Неизвестно (только 386 и выше)  | Да                                  | Нет                                      | Нет              | Неизвестно    | Неизвестно       | Нет        | Нет                | Нет                    |
| GEOS             | PC/GEOS, Geoworks Ensemble, New Deal Office, Breadbox Ensemble | .GEO                   | Неизвестно (только x86)         | Неизвестно                          | Неизвестно                               | Нет              | Неизвестно    | Неизвестно       | Нет        | Нет                | Неизвестно             |